# Forino
Forino – miejscowość i gmina we Włoszech, w regionie Kampania, w prowincji Avellino.
Według danych na 1 stycznia 2022 roku gminę zamieszkiwały 5174 osoby (2574 mężczyzn i 2600 kobiet).